# Svenska flygplatsenheten i Kongo
Svenska flygplatsenheten i Kongo var den enhet ur svenska utlandsstyrkan som ingick i missionen MONUC (United Nations Organization Mission in the Democratic Republic of the Congo). Svenska flygplatsenheten i Kongo fick till en början F 23 som inofficiellt arbetsnamn.  Enheten ansvarade för driften av flygplatsen utanför Kindu i Kongo-Kinshasas inland. Insatsen pågick i ett år uppdelat på två sexmånadersperioder, varav förbandet FK01 utförde den första och FK02 den andra.

## Bakgrund
Efter att den civila personal som ansvarade för driften av flygplatsen hade flytt undan inbördeskriget kom Förenta nationerna den 18 februari 2003 med en formell förfrågan till Sverige att bidra med en flygplatsenhet till MONUC. Den 16 april 2003 beslöt Riksdagen att Sverige skulle bidra med en flygplatsenhet för att delta i missionen. Vid slutet av ansökningstiden fanns det mer än 1500 ansökningar registrerade. Slutligen blev de 87 bäst lämpade utvalda, 13 officerare, fyra reservofficerare och 70 civila experter. 

## Insatsen
I mitten av maj 2003 skickades en förtrupp till Kindu. Förbandets materiel fanns då på ett fartyg utanför Afrikas västkust. Det var mycket att göra, bland annat skulle Camp Dag Hammarskjöld börja byggas. Campen uppkallades efter den svenske FN-generalsekreteraren Dag Hammarskjöld som dog i en flygkrasch under sin resa till Kongo år 1961. Delar av förbandet var förlagda till Kinshasa i Kongo och Entebbe i Uganda. Detta medförde stora logistiska utmaningar för förbandet.
När det svenska förbandet skulle resa hem i juni 2004 fick man beskedet att våldsamma demonstrationer hade brutit ut på flera håll i landet. Piloterna som skulle flyga förbandet till Sverige kunde därför inte ta sig till flygplatsen. Stockholm kontaktades och 10 timmar senare var ett Lockheed C-130 Hercules på väg från Sverige. En mindre mängd personal och diverse utrustning flögs ut med det svenska flygplanet med besättning ur 71. Transportflygdivisionen. Dock kunde huvuddelen av styrka evakueras då FN transporterade piloterna till flygplatsen och förbandet kunde resa hem med det ordinarie planet.

## Efterspel

Medaljband för MONUC.

Svenskarna fick mycket beröm[källa behövs] under vistelsen i Kongo och för sin insats att upprätta en fungerande flygplats. FN fastslog efter insatsen att den svenska flygplatsenheten skulle tjäna som mall för alla liknande FN-förband, både organisatoriskt och materiellt.